# 百玄传
《百玄传》是壳小杀与左小翎画的中国的漫画，其中壳小杀曾获第九届金龙奖最佳新人奖，左小翎则曾获第九届金龙奖最佳动漫脚本奖。讲述贫穷的道士贺晋，每天只能做10小时的公车去做赏金50元的任务。被叫妖怪版“龙门镖局”，非一般都市妖怪传奇。